# Karl Sell (Rechtswissenschaftler)
Karl Sell, auch Carl Sell (* 20. Juli 1810 in Darmstadt; † 23. Juli 1879 in Bonn) war ein deutscher Rechtswissenschaftler und Professor an der Universität Bonn.

## Leben
Nach dem Schulbesuch in Darmstadt und Wetzlar studierte er Rechtswissenschaft an den Universitäten Gießen und Heidelberg. Während seines Studiums wurde er 1828 Mitglied der Alten Gießener Burschenschaft Germania und 1831 Mitglied der Alten Heidelberger Burschenschaft Franconia. 1844 wurde er Ehrenmitglied des Bonner Wingolf. Nach der Promotion 1832 in Gießen bemühte er sich 1834 vergeblich in Bonn um die Habilitation; allerdings wurde er in Gießen mit der Schrift De condictionibus quaesitiones duae (Darmstadt 1834) für Römisches Recht habilitiert und dort zum außerordentlichen Professor ernannt. In Bonn erhielt Sell nach dem Ausscheiden des Professors Moritz August von Bethmann-Hollweg am 15. November 1839 die Berufung zum ordentlichen Professor für Recht. Friedrich von Bezold berichtete in seiner Geschichte der Bonner Universität, Sell sei gegen die Vorschläge der Fakultät auf Veranlassung des Kurators Rehfues berufen worden. Bezold urteilt vernichtend über ihn; er nennt ihn „eine wissenschaftliche Null“ und spricht von einer „verhängnisvollen Ernennung“.
Schwerpunkte seiner Lehre waren außer dem Römischen Recht die Römische Rechtsgeschichte und das Zivilprozessrecht. Im akademischen Jahr 1853/54 war er Rektor der Universität Bonn.
Sein Bruder Georg Wilhelm August Sell war ebenfalls Professor der Rechte.
Familie/Villa Sell
Sell führte seit etwa 1840 eine Ehe mit Wilhelmine Schleiermacher (1813–1876), die ebenfalls aus Darmstadt stammte. Ihr Vater, Ludwig Johann Schleiermacher, war Großherzoglich Hessischer Oberbaudirektor und Direktor des Großherzoglichen Museums in Darmstadt. Aus der Ehe gingen drei Kinder hervor, von denen eines im Säuglingsalter verstarb. Nach seiner Berufung Ende 1839 ließ sich Sell in Bonn, dessen landschaftliche Umgebung er seit seinem Studium als „Paradies“ und „unerreichbares Glück“ betrachtete, nieder. Etwa 1843/44 ließ er am Rheinufer eine klassizistisch-picturesque Villa erbauen. Dort traf er 1875 auf einen seiner früheren Schüler, Ernst Zitelmann, der nach Sells Tod (1879) und der Ernennung zum Professor in Bonn 1883 im Herbst 1884 die Villa bezog und diese bis 1891 auch erwarb. Sie wurde, nachdem die Bundesrepublik Deutschland sie 1950 erworben hatte, 1953/54 für den Neubau des Postministeriums abgebrochen.

## Werke (Auswahl)
- Die recuperatio der Römer. Braunschweig 1837.
- De Romanorum nexo et mancipio commentatio … . Vieweg, Braunschweig 1840.
- Quellenkunde des römischen Rechts. Bonn 1846.
- Römische Lehre der dinglichen Rechte oder Sachen-Rechte. Erster Theil. 2. Auflage. König-Verlag, Bonn 1852.
- Grundriß der Institutionen des römischen Rechts. 4. Auflage, Bonn 1871.
- Die actio de rupitiis sarciendis der XII Tafeln und ihre Aufhebung durch die lex Aquilia. Bonn 1877.
- Grundriß der römischen Rechtsgeschichte. 4. Auflage, Bonn 1879.
- Aus dem Noxalrecht der Römer. Bonn 1879.
- Mit Georg Wilhelm August Sell (Hrsg.): Jahrbücher für historische und dogmatische Bearbeitung des römischen Rechts. 3 Bde., Vieweg Verlag, Braunschweig 1841–1844.[5]